# Munida striata
Munida striata är en kräftdjursart. Munida striata ingår i släktet Munida och familjen trollhumrar. Inga underarter finns listade i Catalogue of Life.